# Polychrysia obscura
Polychrysia obscura är en fjärilsart som beskrevs av Barend J. Lempke 1966. Polychrysia obscura ingår i släktet Polychrysia och familjen nattflyn. Inga underarter finns listade i Catalogue of Life.